# Camp Nou
Camp Nou (službeni naziv je Spotify Camp Nou), nogometni je stadion u Barceloni, pokrajini Kataloniji u Španjolskoj. Na njemu domaće utakmice igra FC Barcelona. Camp Nou na katalonskom znači novo igralište. Stadion ima kapacitet od 99.354 gledatelja. Službeno ime do 2000. godine je bilo Estadi del FC Barcelona ili Stadion FC Barcelone, a do 2023. samo Camp Nou, dok se od tada koristi naziv Spotify Camp Nou po glavnom sponzoru kluba. 